# Lloyd-monument

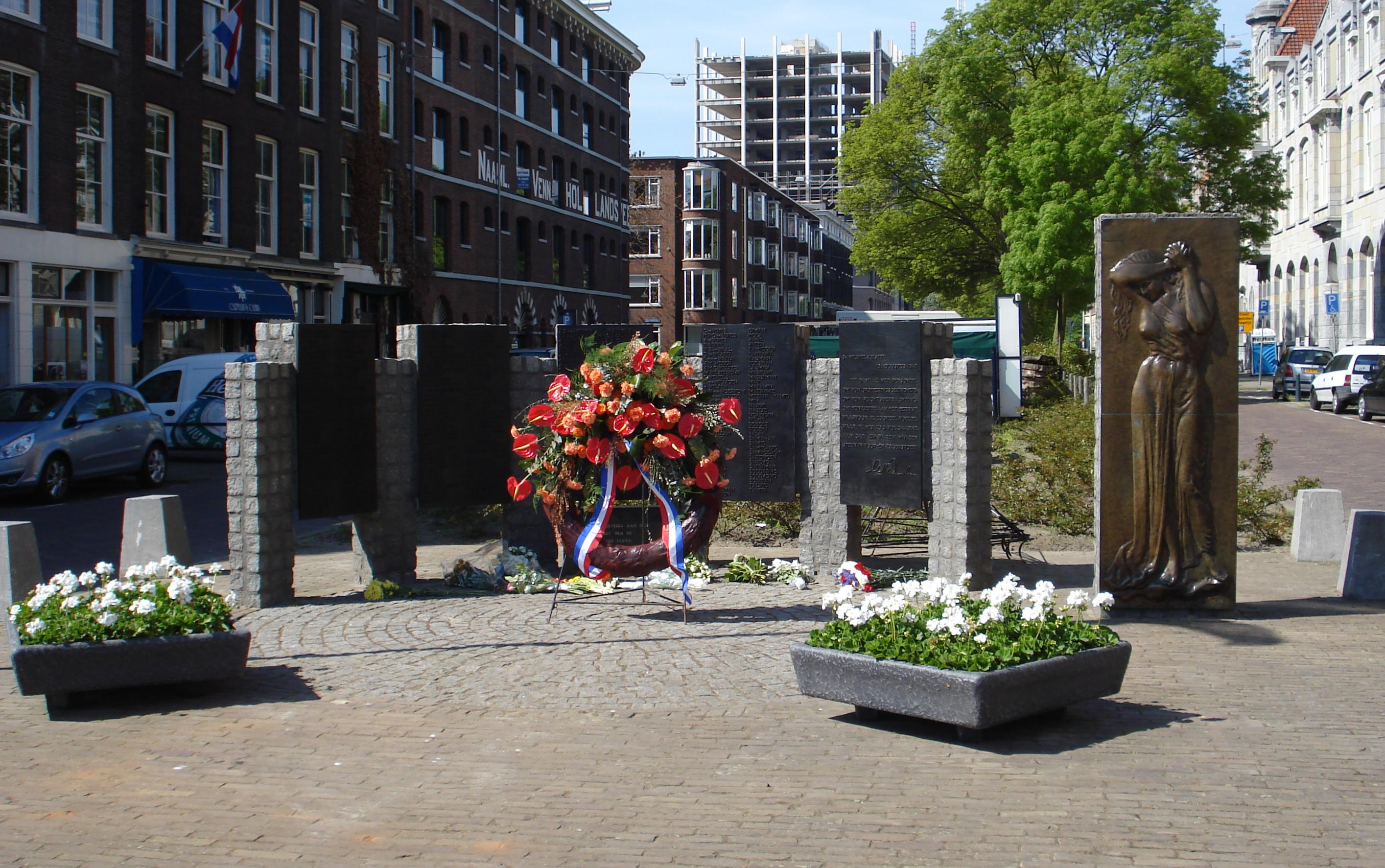
Het Lloyd-monument, Rotterdam

Het Lloyd-monument is een oorlogsmonument bij de Veerhaven in de Calandstraat  in Rotterdam. Het herdenkt de medewerkers van Koninklijke Rotterdamsche Lloyd die tijdens de Tweede Wereldoorlog ten gevolge van oorlogshandelingen op zee het leven lieten.
Het monument bestaat uit vijf zwarte stenen, waarop de namen van de gevallenen staan vermeld en een bronzen reliëf van een treurende vrouw.